# Progress MS-26
Progress MS-26 (rusky: Прогресс МC-26, identifikace NASA: Progress 87P) je ruská nákladní kosmická loď řady Progress postavená společnosti RKK Energija a provozovaná agenturou Roskosmos za účelem zásobování Mezinárodní vesmírné stanice (ISS). Ke své misi odstartovala 15. února 2024 a po půlroční misi zanikla 13. srpna 2024..

## Loď Progress MS

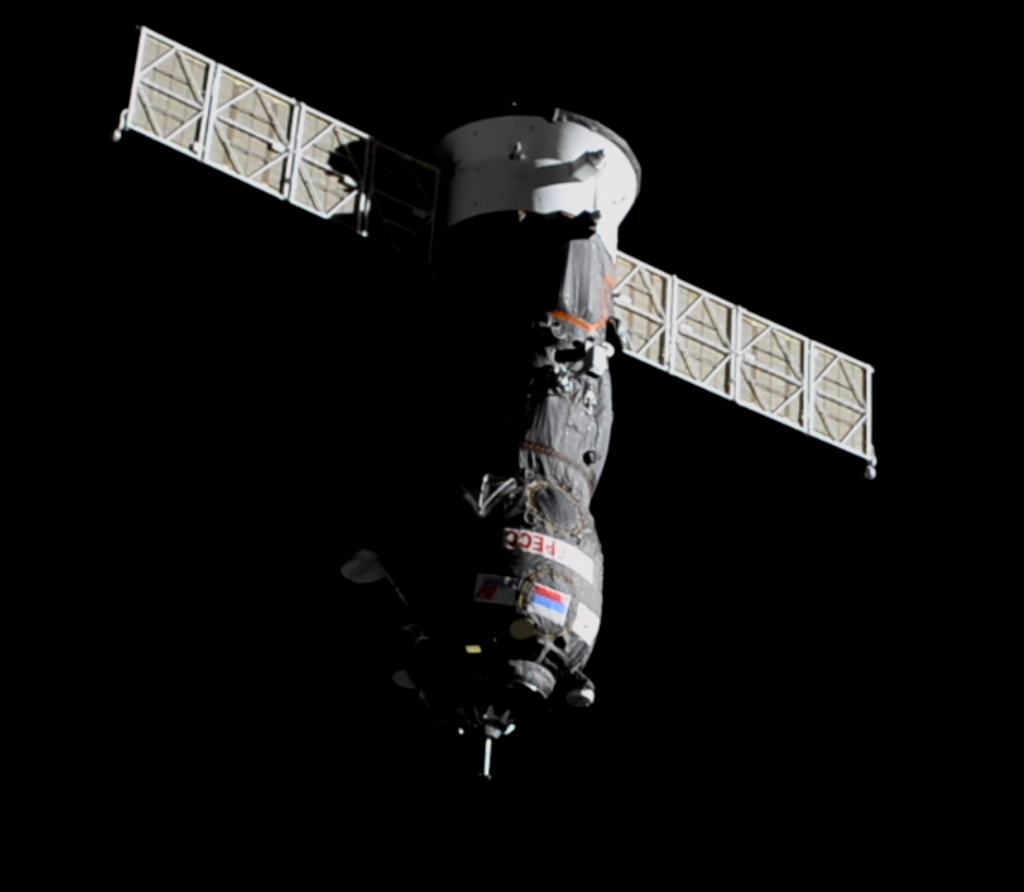
Progress MS-16 při příletu k ISS.

Progress MS je celkem pátá varianta automatické nákladní kosmické lodi Progress používané od roku 1978 k zásobování sovětských a ruských vesmírných stanic Saljut a Mir a od roku 2000 také Mezinárodní vesmírné stanice (ISS). První let této varianty s označením Progress MS-01 odstartoval 21. prosince 2015. Celková délka lodi dosahuje 7,2 metru, maximální průměr 2,72 metru, rozpětí dvou solárních panelů 10,6 metru. Startovní hmotnost je až 7 300 kg, z toho užitečné zatížení může dosáhnout až 2 600 kg.
Varianta MS zachovává základní koncepci vytvořenou už pro první Progressy. Skládá se ze tří sekcí – nákladní (pro suchý náklad a vodu), pro tankovací komponenty (na kapalná paliva a plyny) a přístrojové. Varianta je oproti předchozí verzi M-M doplněna o záložní systém elektromotorů pro dokovací a těsnicí mechanismus, vylepšenou ochranu proti mikrometeoroidům a zásadně modernizované spojovací, telemetrické a navigační systémy včetně využití satelitního navigačního systému Glonnas a nového – digitálního – přibližovacího systému Kurs NA. Od lodi MS-03 pak Progressy obsahují také nový vnější oddíl, který umožňuje umístění čtyř vypouštěcích kontejnerů pro celkem až 24 CubeSatů.

## Průběh mise
Start zásobovacího letu se uskutečnil přesně podle plánu 15. února 2024 v 03:25:06 UTC z kosmodromu Bajkonur na špičce rakety Sojuz 2.1a. Celkem 179. kosmická loď typu Progress s výrobním číslem 456 se 17. února 2024 v 06:06:13 UTC automaticky připojila k zadnímu portu modulu Zvezda, tedy na záď celé Mezinárodní vesmírné stanice. Za půl roku své přítomnosti celkem šestkrát zajistila zážehem svých motorů zvýšení dráhy stanice, která se i ve výšce přes 400 km nad Zemí soustavně snižuje vlivem tření v řídkých vrstvách atmosféry.
Podle plánu aktivit na ISS zveřejněného na konci července 2024 byl odlet od ISS na plánován na 13. srpna 2024 v 02:03:30 UTC. Loď naplněná odpadem se skutečně s drobným předstihem v 02:00:32 UTC, vzdálila se od stanice a po brzdicím manévru téhož dne v 05:09 UTC zanikla kolem 05:41 UTC v horních vrstvách atmosféry. Nespálené zbytky dopadly kolem 05:49 UTC do obvyklé oblasti jižního Tichého oceánu

## Náklad
Kosmická loď dopraví na ISS zhruba 2 518 kg nákladu, který tvoří:
- palivo pro motory stanice (580 kg),
- pitná voda (420 kg),
- dusík (40 kg),
- ostatní náklad pro posádku a systémy stanice (1 478 kg).

Do ostatního nákladu patří zejména náhradní a modernizační díly pro systémy ruského segmentu ISS, nářadí pro opravy, lékařské vybavení, hygienické potřeby, potraviny, náklad pro posádku (pošta, osobní předměty apod.) a vědecké vybavení (vědecká zařízení a materiál pro experimenty a výzkumy prováděné posádkou na palubě).